# Bogdan Petry
Bogdan Willkrin Petry (n. 4 aprilie 1965, București) – grafician și ilustrator. Unul dintre cei mai renumiți caricaturiști români. Străbunii săi paterni erau din familia nobiliară germană Petry, gravori germani veniți în România din Köln, iar din partea mamei (Ivancov) are rădăcini rusești, strămoșii săi fiind staroveni (ruși cu bărbi mari ce se îndeletniceau cu pictura bisericilor). Fiul cel mare al profesorului, scriitorului și pictorului Marian Petry, fratele scriitorului și graficianului Cezar Petry.
Animator și story-board-ist în cadrul Animafilm România, Dacodac, Animadream, Neptuno (între 1990-1996). 
Ilustrator de carte în cadrul editurii „Univers Enciclopedic“ (1997-1999). Caricaturist în cadrul cotidianului „The Oregonian“, Oregon, SUA (2000-2002). Ilustrator al mai multor publicații și reviste de prestigiu din România („Pro Sport“, „Penthouse“, „VIVA“, „Maxim“ din 2004 - prezent). 
A participat cu lucrări de grafică și pictură la diferite expoziții colective organizate în timpul anilor de studiu și la altele organizate în Câmpulung Muscel de Cenaclul de arte plastice „Ion D. Negulici“ (ultima, în 2017).

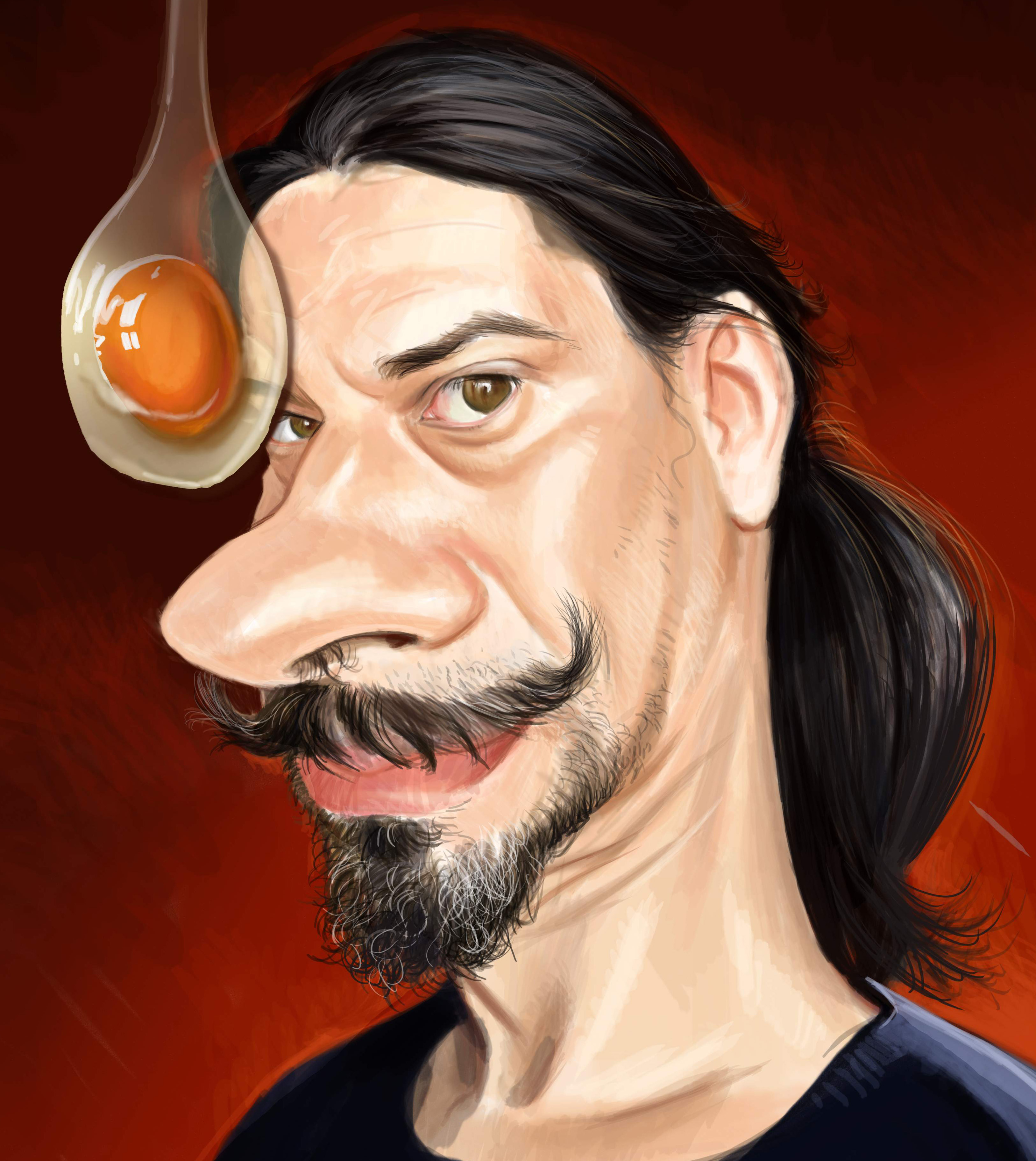
Caricatură autoportret a lui Bogdan Petry.

Numele său este menționat după 1990 în presa locală, națională și internațională, la aproape toate posturile de radio-tv, a fost invitat la numeroase emisiuni culturale si a apărut în câteva filme documentare.
În prezent, este grafician al revistei „Academia Cațavencu“ unde a ilustrat și minialmanahurile BD „Cațavencu la munte și la mare“ ce au atins tiraje de peste 30.000 de exemplare. 
Bogdan Petry declară că graficianul care a avut o foarte mare influență asupra sa a fost André Chéret, creatorul cunoscutului personaj de benzi desenate Rahan.

## Studii
- 1975-1977 Școala Populară de Arte
- 1979-1983 Liceul de Arte Plastice Nicolae Tonitza
- 1985-1989 Designer la ARO Muscel
- 1990-1996

## Tehnici abordate
- Creion
- Peniță
- Guașe
- Tempera.

## Genuri abordate
- Portret
- Compoziție

## Ilustrație de carte
- În volumul „Vorbe de buh cu figuri. Minime, debitări și moace” de Ioan Crăciun, editura „Ars docendi“ 2007

## Afișe publicitare
Pentru teatrele:
- „Nottara“ (autorul afișului pentru piesa „Puricele“)
- „Teatrul de comedie“ (Pentru piesa „Poiana boilor“)
- „Teatrul Foarte Mic“

## Expoziții
Expoziții de grup: 
- 1996 - Teatrul „Nottara“ București;
- 1997 și 1998 - Casa de cultură „Tudor Mușatescu“, Câmpulung Muscel "Festivalul de satiră și umoră, caricatură politică - portret;
- 1999 - București, alături de Horațiu Mălăele și alți caricaturiști;
- 1997 - 1999 în S.U.A., Argentina, Brazilia;
- 2000 - „Căminul artei“ - București, caricatură; Festivalul „Carnevale“ Veneția.

## Afilieri
- Membru al Cenaclului de arte plastice „Ioan D. Negulici“ din anul 2000.

## Premii
- Premiul OPERA PRIMA pentru scurt metraj de animație 1992.
- Premiul 2 la Festivalul de film pentru tineret Costinești.
- Premiul 1 pentru caricatură portret la Festivalul umorului București 1993.
- Premiul 1 pentru caricatură Tudor Mușatescu.

## Vezi și
- Listă de creatori de benzi desenate români